# Notochaete
Notochaete là một chi thực vật có hoa trong họ Hoa môi (Lamiaceae).

## Loài
Chi Notochaete gồm các loài: